# セルゲイ・ジャーロフ
セルゲイ・アレクセーエヴィチ・ジャーロフ（Серге́й Алексе́евич Жа́ров 1896年4月1日 - 1985年10月5日）は、ロシアの指揮者、作曲家。ドン・コサック合唱団セルゲイ・ジャーロフを結成し、合唱団で指揮と作曲も務めた。

## 若齢期
ジャーロフは1896年4月1日、ロシア、コストロマ州のマカリエフで生まれた。彼は、ロシア正教会が運営するモスクワ聖務会院歌唱学校(現在のモスクワ音楽院の前身の一つ)で合唱を学んだ。

## 軍歴
セルゲイ・ジャーロフはロシア内戦においてドン・コサック軍の副官であった。1920年、ドン軍は赤軍によってクリミアへ追い込まれた。彼らはそこからトルコのチリンギル捕虜収容所（コンスタンチノープル、現在のイスタンブールの近く）へと避難した。1921年1月、ジャーロフはキャンプにいたロシア人難民を集め、合唱団を結成する。ドン・コサック合唱団の一員としてのちに歌うこととなったメンバーのほとんどは、1914年の戦争以来のドン軍のメンバーであった。ドン軍の第3部隊は1921年の3月、ギリシャのリムノス島に抑留された。 

## ドン・コサック合唱団
ドン・コサック合唱団は元ロシア帝国軍人による合唱団であり、クリミアでの部隊の敗北後に逃れたイスタンブール近くのチリンギルで歌っているところを見出された。1923年7月4日、彼らはウィーンで正式な場でのデビューを果たした。合唱団は1930年代から50年代にかけてアメリカで人気を得た。コサックの衣装をまとった男性合唱団がロシアの聖歌やオペラ曲、軍歌、民謡などをアカペラで歌った。コサックダンスも後に彼らの演目に加えられている。

## 後半生
彼の参加したツアーは1978年から1979年にかけて行われたものが最後だったが、彼はその後も1981年まで合唱団のリーダーを務めた。1981年の3月20日、ジャーロフは合唱団の全権利を彼の友人でマネージャーでもあったオットー・ヘフナーに渡した。さらに2001年、オットー・ヘフナーはこの権利をヴァーニャ・リブカに渡している。

## 私生活
ジャーロフはネオニラと結婚し、アレクセイという息子をもうけた。彼らはニュージャージー州のレイクウッド・タウンシップで暮らし、ジャーロフはそこで1985年に亡くなった。彼は第二次大戦後、アメリカの市民権を得ており、遺体はニュージャージー州ジャクソンのセントメアリーズR.O.墓地に埋葬された。